# Campeonato de España de Tenis

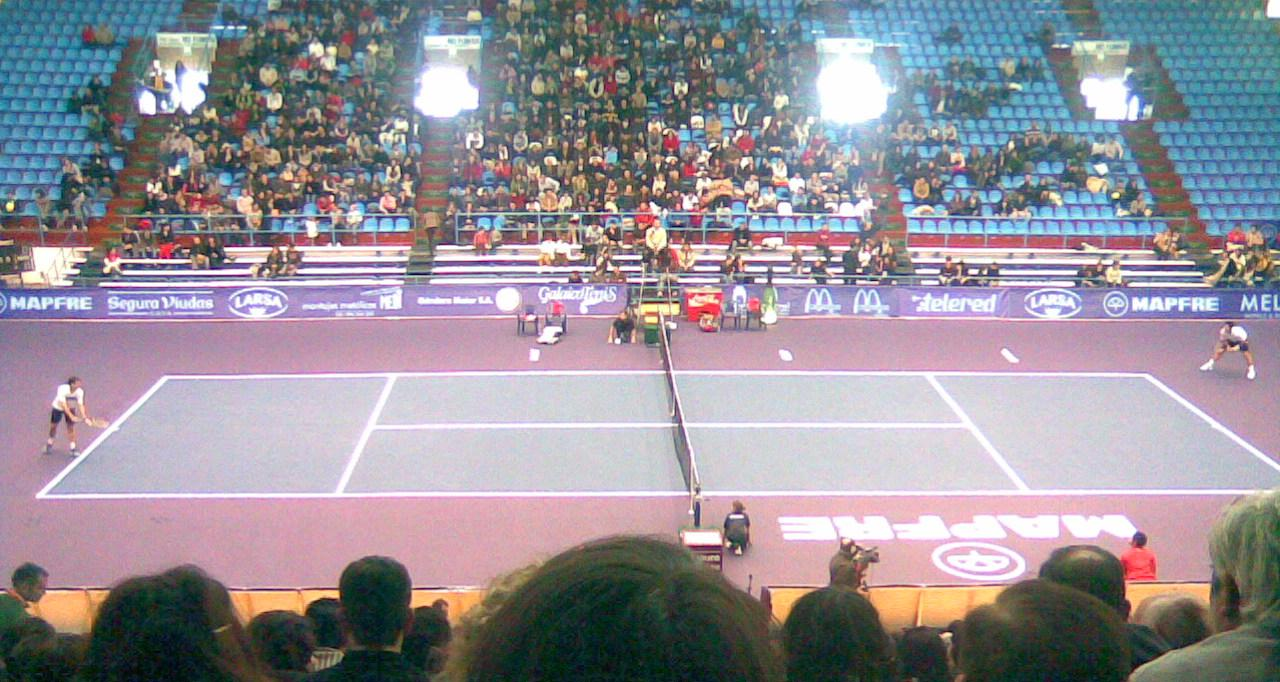
Final de la copa del rey 2008.

El Campeonato de España de Tenis fue la competición de tenis más antigua que se disputaba en España. Fue la primera competición que organizó la Asociación de Lawn-Tennis de España (ALTE), actual Real Federación Española de Tenis, en 1910, al año siguiente de su fundación. En un principio se disputó con una única prueba individual de categoría masculina. En 1923 se incorporó la prueba de dobles masculinos y en 1925 los individuales y dobles femeninos. En 1927 se instauró por primera vez la prueba de dobles mixtos.  
La Real Federación Española de Tenis decidió suprimir el Campeonato de España en 2017, tras varias ediciones sin la participación de los mejores jugadores en el ranking.

## Cuadro de Campeones Masculino
| Año  | Campeón                   | Sede                            |
| 1910 | Luis de Uhagón            | Madrid Lawn Tennis Club         |
| 1911 | Luis de Uhagón            | Real Turó Lawn Tennis Club      |
| 1912 | José María Alonso         | San Sebastián Recreation Club   |
| 1913 | Vicente Marín             | Club de Los Ingleses            |
| 1914 | José María Sagnier        | Real Barcelona Lawn Tennis Club |
| 1915 | Manuel Alonso de Areyzaga | San Sebastián Recreation Club   |
| 1916 | Conde de Gomar            | R.C. Puerta Hierro              |
| 1917 | Conde de Gomar            | Club Marítimo del Abra          |
| 1918 | Conde de Gomar            | Real Barcelona Lawn Tennis Club |
| 1919 | Manuel Alonso de Areyzaga | San Sebastián Recreation Club   |
| 1920 | Manuel Alonso de Areyzaga | Gijón Lawn Tennis Club          |
| 1921 | Fleetwood Keighly Peach   | R.C. Recreativo Huelva          |
| 1923 | Eldo Flaquer              | R.L.T. Turó                     |
| 1924 | Eldo Flaquer              | Huelva Lawn Tennis Club         |
| 1925 | Raimundo Morales          | R.S.T. Santander                |
| 1926 | Francisco Sindreu         | Real Zaragoza C.T.              |
| 1927 | Eduardo Flauer            | R.C. Puerta Hierro              |
| 1928 | Francisco Sindreu         | Real Barcelona Lawn Tennis Club |
| 1929 | Enrique Maier             | R.S. Pompeya                    |
| 1930 | Enrique Maier             | R.L.T. Turó                     |
| 1931 | Enrique Maier             | Real Barcelona Lawn Tennis Club |
| 1932 | Enrique Maier             | R.S. Pompeya                    |
| 1933 | Enrique Maier             | Club de Campo Madrid            |
| 1934 | Enrique Maier             | Sporting Club Valencia          |
| 1935 | Enrique Maier             | Real Barcelona Lawn Tennis Club |
| 1936 | Pedro Masip               | R.C. Polo                       |
| 1940 | Juan Manuel Blanc         | R.C.T. San Sebastián            |
| 1941 | Juan Manuel Blanc         | R.S. Pompeya                    |
| 1942 | Luis Carles               | Real Barcelona Lawn Tennis Club |
| 1943 | Pedro Castellá            | R.S. Magdalena                  |
| 1944 | Pedro Castellá            | R.C. Jolaseta                   |
| 1945 | Pedro Masip               | R.C. Puerta Hierro              |
| 1946 | Pedro Masip               | R.C.T. Turó                     |
| 1947 | Pedro Masip               | R.C. Jolaseta                   |
| 1948 | Pedro Masip               | Real Zaragoza C.T.              |
| 1949 | Pedro Masip               | Club Español de Tenis           |
| 1950 | Pedro Masip               | C.T. Oviedo                     |
| 1951 | Emilio Martínez Daniel    | R.S. Santander                  |
| 1952 | Fernando Olózaga          | C.T. de "La Salud"              |
| 1953 | Carlos Ferrer             | Club Atlético Montemar          |
| 1954 | Emilio Martínez           | R.C.T. San Sebastián            |
| 1955 | Juan Manuel Couder        | R.C.T. Turó                     |
| 1956 | Juan Manuel Couder        | R.C.T. Betis                    |
| 1957 | Andrés Gimeno             | R.C. Jolaseta                   |
| 1958 | Manolo Santana            | Real Zaragoza C.T.              |
| 1959 | Andrés Gimeno             | C.T. Alameda                    |
| 1960 | Manolo Santana            | Club de Campo de Vigo           |
| 1961 | Manolo Santana            | R.C.T. Turó                     |
| 1962 | Manolo Santana            | C.T. Valencia                   |
| 1963 | Manolo Santana            | R.C. Polo                       |
| 1964 | Manolo Santana            | Real Barcelona Lawn Tennis Club |
| 1965 | Juan Manuel Couder        | C.T. de "La Salud"              |
| 1966 | Juan Manuel Couder        | R.C. Recreativo Huelva          |
| 1967 | Manuel Orantes            | C.T. Murcia                     |
| 1968 | Manolo Santana            | R.C. Polo                       |
| 1969 | Manolo Santana            | R.C.T. Turó                     |
| 1970 | Manuel Orantes            | C.T. Chamartín                  |
| 1971 | Manuel Orantes            | C.T. Avilés                     |
| 1972 | Andrés Gimeno             | C.T. Murcia                     |
| 1973 | José Higueras             | R.C. Polo                       |
| 1974 | Manuel Orantes            | R.C. Jolaseta                   |
| 1975 | Manuel Orantes            | C.T. Valencia                   |
| 1976 | José Higueras             | C.T. Oviedo                     |
| 1977 | Fernando Luna             | C.T. de "La Salud"              |
| 1978 | José García Requena       | C.T. Elche                      |
| 1979 | Manuel Orantes            | R.Madrid C.F.                   |
| 1980 | Fernando Luna             | R.Madrid C.F.                   |
| 1981 | Fernando Luna             | C.T. Avilés                     |
| 1982 | Sergio Casal              | C.T. Tarragona                  |
| 1983 | Emilio Sánchez Vicario    | R.C. Polo                       |
| 1984 | Jordi Bardou              | C.T. Puente Romano              |
| 1985 | Emilio Sánchez Vicario    | R.S.T. Granada                  |
| 1986 | Emilio Sánchez Vicario    | Club Español de Tenis           |
| 1987 | Fernando Luna             | Real Club Pineda                |
| 1988 | Emilio Sánchez Vicario    | Murcia C.T.                     |
| 1989 | Emilio Sánchez Vicario    | Club Atlético Montemar          |
| 1990 | Sergi Bruguera            | R.C.T. Turó                     |
| 1991 | Carlos Costa              | C.T. Chamartín                  |
| 1992 | Carlos Costa              | Mallorca T.C.                   |
| 1993 | Javier Sánchez Vicario    | Real Zaragoza C.T.              |
| 1994 | Tomás Carbonell           | C.T. Elche                      |
| 1995 | Francisco Clavet          | Murcia C.T.                     |
| 1996 | Carlos Moyá               | C.T. S'Agaró                    |
| 1997 | Alberto Berasategui       | C.T. La Coruña                  |
| 1998 | Álex Corretja             | C.T. Pamplona                   |
| 1999 | Francisco Clavet          | C.T. Albacete                   |
| 2000 | Álex Corretja             | R.S. Tiro Pichón                |
| 2001 | Álex Corretja             | C.T. Ciudadela                  |
| 2002 | Tommy Robredo             | Murcia C.T.                     |
| 2003 | Feliciano López           | Club Internacional de Tenis     |
| 2004 | Fernando Verdasco         | Club Internacional de Tenis     |
| 2005 | Fernando Verdasco         | C.D.M. Las Norias               |
| 2006 | Nicolás Almagro           | R.S.T. Magdalena                |
| 2007 | Nicolás Almagro           | C.T. Albacete                   |
| 2008 | Óscar Hernández           | Cercle Sabadellès 1856          |
| 2009 | David Marrero             | CETD "Blas Infante"             |
| 2010 | Daniel Monedero González  | C.T. Albacete                   |
| 2011 | Albert Montañés           | C.E. Laietà                     |
| 2012 | Pablo Andújar             | C.T. Benicarló                  |
| 2013 | Rubén Ramírez Hidalgo     | Barris Nord Lleida              |
| 2014 | Daniel Muñoz de la Nava   | CT St. Joan Despí               |
| 2015 | Steven Diez               | CT St. Joan Despí               |
| 2016 | Albert Ramos              | Rafa Nadal Academy              |
| 2017 | Carlos Taberner           | Real Sociedad de Tenis          |

## Palmarés Femenino
| Año  | Campeona                       | Finalista                  | Sede           |
| 1925 | Concha Fernández-Liencres      |                            | Santander      |
| 1926 | Bella Dutton de Pons           |                            | Zaragoza       |
| 1927 | Rosa Torras                    |                            | Madrid         |
| 1928 | Bella Dutton de Pons           |                            | Barcelona      |
| 1929 | Lilí Álvarez                   |                            | Barcelona      |
| 1930 | Mª Cruz López de Lerena        |                            | Barcelona      |
| 1931 | Bella Dutton de Pons           |                            | Barcelona      |
| 1932 | Bella Dutton de Pons           |                            | Barcelona      |
| 1933 | Bella Dutton de Pons           |                            | Madrid         |
| 1934 | Josefa Chávarri                |                            | Valencia       |
| 1935 | Josefa Chávarri                |                            | Barcelona      |
| 1936 | Josefa Chávarri                |                            | Barcelona      |
| 1940 | Lilí Álvarez                   |                            | San Sebastián  |
| 1941 | Josefa Chávarri                |                            | Barcelona      |
| 1942 | Mª Isabel Maier                |                            | Barcelona      |
| 1943 | Josefa Chávarri                |                            | Santander      |
| 1944 | María Josefa Riba              |                            | Bilbao         |
| 1945 | María Josefa Riba              |                            | Madrid         |
| 1946 | María Josefa Riba              |                            | Barcelona      |
| 1947 | María Josefa Riba              |                            | Bilbao         |
| 1948 | María Josefa Riba              |                            | Zaragoza       |
| 1949 | María Josefa Riba              |                            | Valencia       |
| 1950 | María Josefa Riba              |                            | Oviedo         |
| 1951 | Mercedes Solsona               |                            | Santander      |
| 1952 | Pilar Barril                   |                            | Barcelona      |
| 1953 | María Josefa Riba              |                            | Alicante       |
| 1954 | Pilar Barril                   |                            | San Sebastián  |
| 1955 | Pilar Barril                   |                            | Barcelona      |
| 1956 | Pilar Barril                   |                            | Sevilla        |
| 1957 | Mary Weiss                     |                            | Bilbao         |
| 1958 | Pilar Barril                   |                            | Zaragoza       |
| 1959 | Alicia Guri                    |                            | Madrid         |
| 1960 | Pilar Barril                   |                            | Vigo           |
| 1961 | Pilar Barril                   |                            | Barcelona      |
| 1962 | Pilar Barril                   |                            | Valencia       |
| 1963 | Pilar Barril                   |                            | Barcelona      |
| 1964 | Mari Carmen Hernández Coronado |                            | Barcelona      |
| 1965 | Ana M.ª Estalella              |                            | Barcelona      |
| 1966 | Ana M.ª Estalella              |                            | Huelva         |
| 1967 | Mari Carmen Hernández Coronado |                            | Murcia         |
| 1968 | Ana M.ª Estalella              |                            | Barcelona      |
| 1969 | Ana M.ª Estalella              |                            | Barcelona      |
| 1970 | Mari Carmen Hernández Coronado |                            | Madrid         |
| 1971 | Mari Carmen Hernández Coronado |                            | Avilés         |
| 1972 | Mari Carmen Hernández Coronado |                            | Murcia         |
| 1973 | Carmen Perea                   |                            | Barcelona      |
| 1974 | Carmen Perea                   |                            | Bilbao         |
| 1975 | Carmen Perea                   | V. Baldovinos              | Valencia       |
| 1976 | Carmen Perea                   | V. Baldovinos              | Oviedo         |
| 1977 | Carmen Perea                   | V. Baldovinos              | Barcelona      |
| 1978 | Carmen Perea                   | Mónica Álvarez Mon         | Elche          |
| 1979 | Mónica Álvarez Mon             | Carmen Perea               | Madrid         |
| 1980 | Carmen Perea                   | M. Álvarez Mon             | Madrid         |
| 1981 | Carmen Perea                   | V. Baldovinos              | Avilés         |
| 1982 | Carmen Perea                   | C. Franch                  | Tarragona      |
| 1983 | Beatriz Pellón                 | B. Eraña                   | Barcelona      |
| 1984 | Michelle Granth                | B. Eraña                   | Granada        |
| 1985 | Arantxa Sánchez Vicario        | N. Souto                   | Granada        |
| 1986 | María José Llorca              | María Vaquero              | Valencia       |
| 1987 | Arantxa Sánchez Vicario        | María José Llorca          | Sevilla        |
| 1988 | Conchita Martínez              | Arantxa Sánchez Vicario    | Pamplona       |
| 1989 | Arantxa Sánchez Vicario        | S. Ramón                   | Alicante       |
| 1990 | Arantxa Sánchez Vicario        | P. Pérez                   | Barcelona      |
| 1991 | Eva Bes                        | Rosa María Llaneras        | Tarragona      |
| 1992 | María Antonia Sánchez          | S. Bottini                 | Palma          |
| 1993 | Virginia Ruano                 | Patricia Aznar             | Zaragoza       |
| 1994 | Virginia Ruano                 | S. Ramón                   | Murcia         |
| 1995 | Cristina Torrens               | Gala León                  | Murcia         |
| 1996 | Laura Pena                     | Gala León                  | Gerona         |
| 1997 | Virginia Ruano                 | Gala León                  | La Coruña      |
| 1998 | Gala León                      | Cristina Torrens           | Pamplona       |
| 1999 | Gala León                      | Marta Marrero              | Albacete       |
| 2000 | Anabel Medina                  | Mariam Ramón               | Granada        |
| 2001 | Eva Bes                        | Conchita Martínez Granados | Menorca        |
| 2002 | Marta Marrero                  | Marta Fraga                | Murcia         |
| 2003 | María Antonia Sánchez Lorenzo  | Lourdes Domínguez          | Majadahonda    |
| 2004 | Laura Pous                     | Marta Fraga                | Majadahonda    |
| 2005 | Nuria Llagostera               | Anabel Medina              | Logroño        |
| 2006 | Lourdes Domínguez              | Estrella Cabeza            | Santander      |
| 2007 | Eloisa Compostizo de Andrés    | María José Martínez        | Albacete       |
| 2008 | Carla Suárez                   | Nuria Llagostera           | Sabadell       |
| 2009 | Arantxa Parra                  | Laura Pous                 | Sevilla        |
| 2010 | Laura Pous Tió                 | Leticia Costas-Moreira     | Albacete       |
| 2011 | Carla Suárez                   | Silvia Soler               | San Juan Despí |
| 2012 | María Teresa Torró Flor        | Silvia Soler               | Benicarló      |
| 2013 | Laura Pous Tió                 | Anabel Medina              | San Juan Despí |
| 2014 | Lara Arruabarrena              | Paula Badosa               | San Juan Despí |
| 2015 | María Teresa Torró Flor        | Lourdes Domínguez          | Barcelona      |
| 2016 | Lara Arruabarrena              | Sara Sorribes              | Manacor        |
| 2017 | Paula Badosa                   | Carla Suárez               | Granada        |